# Монсеньор-Ноуэль
Монсеньор-Ноуэль (исп. Monseñor Nouel) — провинция Доминиканской Республики. Была отделена от провинции Ла-Вега в 1982 году.

## Муниципалитеты и муниципальные районы
Провинция разделена на три муниципалитета (municipio), а в пределах муниципалитетов — на семь муниципальных районов (distrito municipal — D.M.):
- Бонао
  - Арройо-Торо-Масипедро (D.M.)
  - Ла-Сальвия-Лос-Кемадос (D.M.)
  - Сабана-дель-Пуэрто (D.M.)
  - Хаяко (D.M.)
  - Хума-Бехукаль (D.M.)
- Маймон
- Пьедра-Бланка
  - Вилья-Сонадор (D.M.)
  - Хуан-Адриан (D.M.)

Население по муниципалитетам на 2012 год (сортируемая таблица):
| № | Название                  | Общее население | Городское население | Сельское население |
| - | ------------------------- | --------------- | ------------------- | ------------------ |
| 1 | Бонао                     | 158 034         | 97 990              | 60 044             |
| 2 | Маймон                    | 18 655          | 14 069              | 4586               |
| 3 | Пьедра-Бланка             | 24 785          | 16 090              | 8695               |
|   | Провинция Монсеньор-Ноэль | 201 474         | 120 754             | 80 720             |